# Sea
Sea (hebr. ‏סְאָה‎, se’a) – starożytna hebrajska miara objętości ciał sypkich (1/3 efy), używana w Halasze (wykładni Prawa Mojżeszowego). W przypadku próby przeliczenia sea na obecnie stosowane jednostki istnieją istotne rozbieżności w oszacowaniach, w zależności od źródła oraz przyjętych założeń odpowiada ona objętości około 7,3; 12,3 lub 13,5 litra.
Mykwa (zbiornik bieżącej wody przeznaczonej w judaizmie do rytualnych obmyć) powinna zawierać przynajmniej 40 sea wody, tak aby przy głębokości 3 amma, szerokości 1 amma i długości 1 amma możliwe było całkowite zanurzenie ciała średnich rozmiarów.
Nazwa jednostki wymawiana jest bardzo podobnie do arabskiego słowa ṣāʿ (arab. ‏صاع‎), które w islamskiej jurysprudencji również oznacza jednostkę objętości, określaną na podstawie hadisów na 2430 ml do 2512 ml, jest więc znacznie mniejsza od sea.